# Alopecosa hirtipes
Alopecosa hirtipes este o specie de păianjeni din genul Alopecosa, familia Lycosidae. A fost descrisă pentru prima dată de Kulczynski, 1907. Conform Catalogue of Life specia Alopecosa hirtipes nu are subspecii cunoscute.